# Milicia de Montana
La Milicia de Montana (MOM en ingles) es un grupo paramilitar fundada por David y John Trochmann, un fabricante retirado de partes de motonieves, en Noxon, Montana, Estados Unidos. La organización formada de los restos del Unión de Ciudadanos para Justicia fundado en 1992 en respuesta al punto muerto durante el asedio en Ruby Ridge, Idaho. La Milicia de Montana logró su punto culminante de miembro en 1999 y en gran parte disuelto después de que la amenaza del Y2K  resultó para ser menor.
La Milicia devenía un modelo fundacional  para muchas de las organizaciones que operan en lo largo y ancho de los Estados Unidos.

## Historia
Oficialmente formado por John Trochmann y su hermano David en enero de 1994, la MOM recibió asistencia significativa de analista autoproclamado Robert Fletcher. John Trochmann declaró que las personas lo buscaron para armar y organizar para impedir incidentes futuros pudiesen ocurrir. Trochmann y su mujer, Carolyn, quién conducía un autobús escolar y profesor de sustituto regular en una escuela pública en Noxon, había entregado despensas a la familia de Randy weaver durante los varios meses que preceden el asedio contra agentes Federales en Ruby Ridge, Idaho. El Asedio de Waco la MOM solidificaba su arraigo como el principal grupo de "autodefensa" en Estados Unidos.
La MOM creció en afiliación y notoriedad qué culminados en una reunión en Kalispell, Montana, de encima 800 personas para asistir a una dirección dada por John Trochmann en junio de 1994. La MOM clamó  tener más de 12,000 miembros entrenaron en  técnicas de supervivencia, guerra de guerrillas y otras técnicas de guerra irregular y  estar listo para tomar sus armas, en retaliación por el  Asedio de Waco.
El 3 de marzo de 1995, Trochman y tres hombres armados fueron arrestados cuando ingresaron al juzgado del condado de Musselshell e intentaron presentar documentos de protesta por la toma de la casa de Rodney Skurdal por parte del Servicio de Impuestos Internos de los Estados Unidos. Otros tres hombres, que esperaban en automóviles frente al Palacio de Justicia de Musselshell, también fueron arrestados. Tenían armas semiautomáticas, seis rifles de asalto, equipo de video y $ 80,000 en efectivo, oro y plata en sus vehículos. Se autodenominaron los "hombres libres del condado de Garfield". Antes del incidente del tribunal, el Sr. Trochmann y otros asistieron a un seminario sobre terrorismo en la casa de Skurdal. Planeaban secuestrar, juzgar y colgar a un juez, y grabar en video los procedimientos, según el fiscal del condado de Musselshell, John Bohlman. En marzo de 1995, el boletín de MOM, "Taking Aim", reimprimió una extensa carta de Richard Snell, un asesino convicto de un Policía Estatal de Arkansas y un propietario de una casa de empeño, afirmando que su próxima ejecución estaba relacionada con una serie de escándalos de Arkansas presuntamente relacionados con el presidente Bill Clinton, en los que se dice que veinticinco víctimas sufrieron extrañas muertes. . Snell iba a morir, según MOM, porque "estuvo y sigue estando muy involucrado en exponer a Clinton por su rastro de sangre en la Casa Blanca".
La Milicia se organizó contra la Ley de Prevención de la Violencia con Armas (nombrada como "Ley Brady" y la Prohibición Federal de Armas de Asalto que aumentó la membresía que creía que las amenazas a la Segunda Enmienda fueron orquestadas por élites financieras y corporativas en una conspiración global. Después del Atentado de Oklahoma City, Robert Fletcher declaró a la prensa: "¡Esperen más bombas!". Ante el temor de que el colapso informático Y2K provocara un colapso social, MOM capitalizó estas ansiedades a través de su catálogo y las frecuentes apariciones de John Trochmann en exposiciones de preparación. Después de 2000, la membresía disminuyó, sin embargo, MOM continuó alimentando las teorías de conspiración en torno a los Ataques del 11 de septiembre en 2001 y la Crisis del 2007-2010.

## Ideología
Los principales puntos de la Milicia son:
1. La teoría del Nuevo Orden Mundial combinada con la creencia de que el Tratado de Libre Comercio de América del Norte (TLCAN) fue diseñado para empobrecer y esclavizar a los estadounidenses.[12]
2. La Segunda Enmienda a la Constitución de los Estados Unidos está diseñado para prever la insurrección armada contra el gobierno establecido.
3. La Decimocuarta Enmienda a la Constitución de los Estados Unidos ] y la acción afirmativa son clasificadas como "racistas" y, por lo tanto, deben ser derogadas.[13]
4. Los títulos alodiales se aplica a las personas que poseen tierras directamente y pueden ser consideradas soberanas de acuerdo con grupos como Montana Freeman en Jordan, Montana.[14]

En el Volumen 6 del No.10 de la publicación conservadora "Taking aim" hizo referencias contra los agentes del orden público:
 ¿Por qué supone que sus líderes lo llevan a oponerse a los mismos derechos que juró proteger? ¿Por qué quieren un público desarmado? Sabes la razón. No tiene nada que ver con el control del crimen. Tiene todo que ver con usarte para desarmar, multar y controlar a tus conciudadanos estadounidenses. No caigas en la trampa. No me fuerces a matarte.
John Trochmann sobre la aprobación de la Ley de atención asequible y protección del paciente:
 La atención médica fue la gota que colma el vaso. Quizás sea la que lo rebase. 
Robert Fletcher sobre la retórica antisemita:
 Si la mayor parte de la élite bancaria es judía, ¿es eso antisemita? Las personas que están haciendo esto son la élite bancaria internacional, y si todos son judíos, que así sea, pero ese no es el caso. No me importa si son árabes o monos. 

## Declive del grupo
El entusiasmo por los ejercicios militares y las perforaciones disminuyó ya que pocos estaban dispuestos a apoyar la toma de armas contra el gobierno desde el apogeo de la membresía de MOM en 1999. En marzo de 2000, Randy Trochmann, el hijo de David Trochmann y líder instrumental, dejó el grupo por razones financieras. El boletín de correo electrónico gratuito distribuido masivamente por MOM comenzó a cobrar cada número a sus suscriptores, lo que disminuyó el número de lectores. John Trochmann habla principalmente en exposiciones de armas regionales, rara vez viajando fuera del Noroeste del Pacífico. MOM continúa publicando  Taking Aim  y aún publica su catálogo de productos que incluye manuales de armas de fuego, videos y otros libros para "ayudarlo a prepararse para un futuro incierto".